# Deutscher Fußball- und Cricket Bund

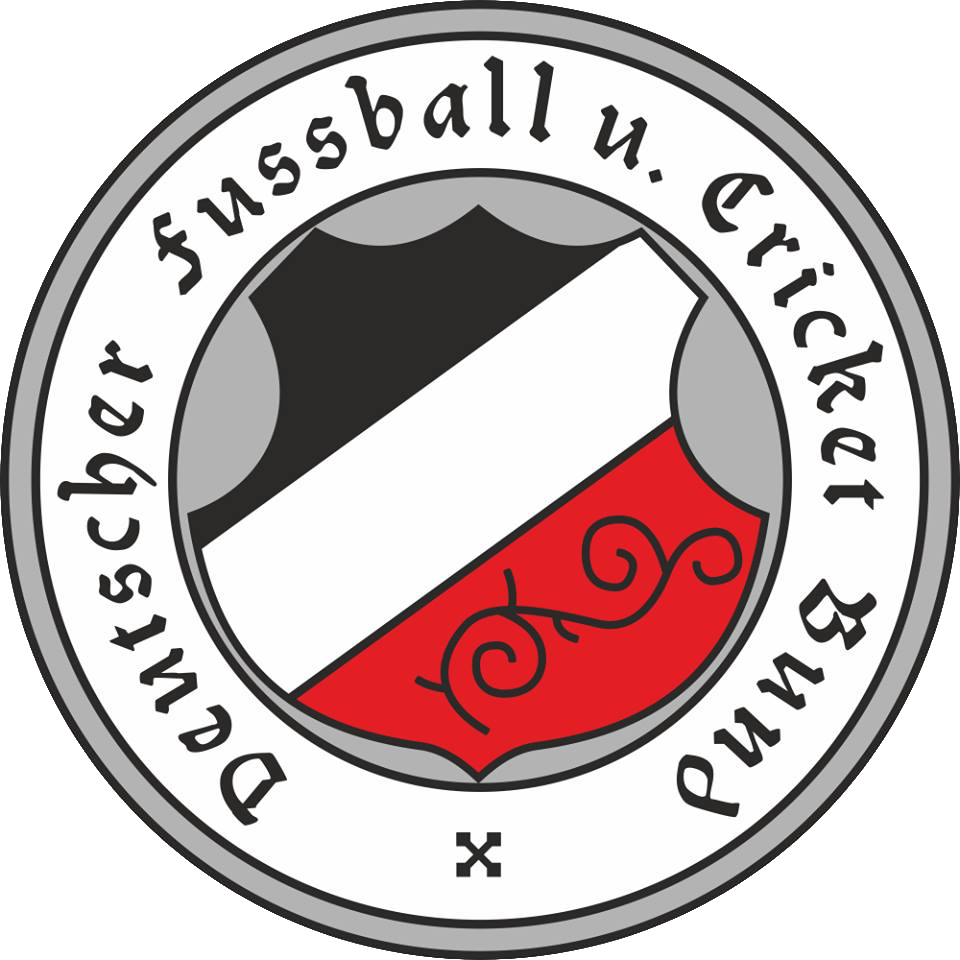
Logo des Deutschen Fußball- und Cricket Bundes

Der Deutsche Fußball- und Cricket Bund (DFuCB) war ein Fußballverband zu Zeiten des Deutschen Reichs mit Sitz in Berlin. Er wurde 1891 von in Berlin lebenden Engländern gegründet und bestand bis 1902. Als Mitglied konnten dem Verband sowohl Fußball- als auch Cricketvereine beitreten. An der Gründungsversammlung nahmen neben den Berliner Vereinen auch Gäste aus Braunschweig, Leipzig, Hannover, Grünberg (Schlesien) und dem damals noch eigenständigen Nieder-Schönweide teil.

## Geschichte

### Gründung
Der DFuCB wurde am 17./18. Mai 1891 (eingetragen am 19. November 1891) in Berlin als zweiter deutscher Fußballverband nach dem Bund Deutscher Fußballspieler (BDF) gegründet. Die Gründung erfolgte als Alternative zum BDF, der vor allem auf Betreiben des BFC Germania 1888 keine ausländischen (insbesondere keine britischen) Spieler und Funktionäre zuließ und zudem den Fußball der deutschen Mentalität anpassen wollte. Erster Präsident wurde John Bloch, Vorsitzender des English Football Club und von 1892 bis 1900 Herausgeber und Chefredakteur der Wochenzeitschrift Spiel und Sport (wurde bis 1897 offiziell als amtliches Organ genannt).
Zu den „Rebellen“, die dem BDF aus Protest gegen die Beschränkungen und Ausländerfeindlichkeit schon auf dessen Gründungsversammlung nicht beitraten, kamen bis zur Gründung des DFuCB eine Reihe weiterer interessierter Clubs hinzu. Der neue Verband zählte den English Football Club, BFC Frankfurt 1885, BFC Stern 1889, BTuFC Columbia 1891, Berliner Cricket-Club 1883 und Cricket-Club Excelsior als Mitglied. Danach folgten weitere Vereine wie BFC Concordia 1890, BTuFC Allemannia 1890, BTuFC Viktoria 1889, Nieder-Schönweider Cricket-Club und BFC Teutonia 1891. Concordia und Teutonia waren zuvor Mitglied des BDF und wechselten 1891 den Verband. Der English Football Club rekrutierte sich seine Mitglieder aus dem Berliner Cricket Club. Beide Vereine sind durch in Berlin lebende Briten gegründet worden.
Neben Fußball und Cricket wurde in den ersten Jahren auch Leichtathletik ausgeübt. An der Gründungsversammlung fand am 17. Mai Nachmittags ein Fußballspiel arrangiert von den Bundesclubs statt, am 18. Mai Vormittags ein Cricketspiel zwischen Grünberg und Nieder-Schönweide. Beide Spiele wurden auf dem Tempelhofer Feld ausgetragen. Zu der Zeit spielten die meisten Clubs auf dem Tempelhofer Feld (späterer Standort des Flughafens Berlin-Tempelhof) sowie auf dem Exerzierplatz zur einsamen Pappel in der Bernauer Straße (heutiger Standort des Friedrich-Ludwig-Jahn-Sportparks) – dadurch gab es praktisch keinen Heimvorteil, was auch in den Resultaten zum Ausdruck kam.
Auf dem ersten Bundestag wurde folgender Bundesvorstand gewählt:
- John Bloch (English FC) – Vorsitzender
- Ferdinand Wilhelm Fricke (DFV Hannover 1878) – Stellvertreter
- Bruno Grenzebach (BFC Frankfurt 1885) – 1. Schriftführer
- R. Wiegand (BTuFC Columbia 1891) – 2. Schriftführer
- A. Kruse (Berliner Cricket Club 1883) – Kassenwart
- P. Heyne (BFC Stern 1889) – Beisitzer
- A. France (CC Nieder-Schönweide) – Beisitzer

Weitere Mitglieder in der Anfangszeit waren der BTuFC vom Jahre 1890, BTuFC Deutschland, BFC Germania 1888, SC Norden-Union Berlin (vormals BFC Norden 1891), BFC Nordstern 1891, BTuFC Normannia, BFC Phönix 1893, BFC Tasmania 1890, Verein Sport Berlin und BFC Vorwärts 1890 (Vorläufer des späteren Bundesligisten Blau-Weiß 90 Berlin). Der Antrag Germanias zur Aufnahme in den DFuCB wurde am 9. März 1892 abgelehnt und erst am 5. Juni 1892, nach dem Ende der ersten Saison, zugestimmt. Im April 1892 trat der DFV Hannover 78 bei, am 2. Oktober 1893 der FC Hanau 93 und 1896 der Dresden English Football Club. Das genaue Eintrittsdatum des FC Lipsia Leipzig ist nicht überliefert.

### Die Anfangsjahre
Bei den Briten war es üblich in den Sommermonaten Cricket (deutsch: Thorball) und in der übrigen Zeit Fußball zu spielen. Diese Einteilung wurde anfangs auch vom DFuCB übernommen. In der Saison 1891/1892 wurde erstmals eine Meisterschaft ausgespielt. Acht Vereine beteiligten sich in der Ersten Klasse daran, sieben weitere Vereine in der Zweiten Klasse. Da es am Saisonende zu einem Punktgleichstand zwischen dem English FC und dem BTuFC Viktoria kam, wurde im Oktober ein Entscheidungsspiel ausgetragen. Dieses Spiel gewann der English FC und wurde somit erster Meister.
Zu einem weiteren Entscheidungsspiel kam es zwischen den Meistern der beiden bestehenden Verbände, dem BDF 1891 und dem DFuCB, welches der BFC Germania mit 3:1 gegen den English FC gewann. Die Meisterschaft im Cricket wurde ebenfalls erst in einem Entscheidungsspiel entschieden, der Berliner CC schlug den BTuFC Viktoria. An der Bundesversammlung 1892 verlor sowohl der English FC als auch die Bundesauswahl gegen den Dresden English Football Club, in einem später ausgetragenen Spiel gegen die SpVgg im ATV Leipzig blieb die Bundesauswahl erfolgreich.
In der Saison 1892/93 nahmen elf Clubs an der Meisterschaft teil, die in einer Klasse ausgespielt wurde und der BTuFC Viktoria punktgleich als Meister vor dem BFC Germania beendete. Der Bundesvorstand plante danach noch ein Entscheidungsspiel des Berliner Meisters BTuFC Viktoria gegen den DFV Hannover 78 austragen zu lassen. Da dieser in den letzten Monaten aber vermehrt Rugby spielte, verzichtete Hannover auf das Spiel. Am 26. Februar 1893 kamen erstmals Tornetze beim Spiel English FC gegen den BFC Allemannia zum Einsatz. Im Cricket wurde der Berliner CC zum zweiten Mal Meister.
Ab 1893 traten erstmals die aus der Zeit des BDF bekannten Spannungen auf. Die Vereine BFC Germania und BFC Frankfurt versuchten durch antisemitische Äußerungen Stimmung gegen den Vorsitzenden John Bloch und den English FC zu machen. Am 7. März 1894 trat der English FC aufgrund der zunehmenden anti-englischen Haltung in einigen Vereinen im nationalistischer werdenden Deutschen Reich aus dem DFuCB aus. Gleichzeitig kam es noch zum Rückzug Blochs als Bundesvorsitzender.

„Der English Football Club, Berlin, bringt hiermit zur allgemeinen Kenntnis, dass er laut Beschluss seiner letzten Sitzung vom 7. d. Mts. aus dem Deutschen Fußball- und Cricket-Bunde ausgetreten ist. Das Comité, I.A.: R. Kayser“

Einige Mitglieder wechselten daraufhin zum Berliner Cricket Club. Am 22. Januar 1894 war bereits der BFC Frankfurt aus dem Verband ausgetreten, durfte aber weiterhin noch als Gast an den Verbandssitzungen teilnehmen, bevor er am 13. Mai 1894 endgültig ausgeschlossen wurde (der Verein ist Mitbegründer des im November 1894 entstandenen Allgemeinen Deutschen Sport Bunds). Der Grund hierfür war, der Antrag auf ein Wiederholungsspiel wegen eines Fehlers des Schiedsrichters wurde vom Vorstand abgelehnt. Die Erste Klasse 1893/94 startete mit sechs Vereinen, wovon zwei während der Saison austraten. Meister wurde zum zweiten Mal der BTuFC Viktoria, wieder vor dem BFC Germania.
In der Zweiten Klasse wurden die Frage nach der Meisterschaft erst auf dem ordentlichen Bundestag nach Ende der Saison entschieden. Im Sommer trat der BFC Phönix aus dem Verband aus. Damit zogen sich auch gleichzeitig Funktionäre und Förderer des Fußballs aus dem jungen Verband zurück, die Verbandssitzungen wurden nur von wenigen Vertretern der Mitgliedsvereine besucht, sodass ständig neue Besetzungen von Vorstandspositionen die Folge waren. Der Berliner CC gewann in diesem Jahr das dritte Mal in Folge die Cricket-Meisterschaft.

### Auf dem Höhepunkt
Vom Verband waren noch zwei Spiele um die Bundesmeisterschaft in Berlin geplant, bei denen der Sieger der Berliner Meisterschaft gegen die Vereine DFV Hannover 78 und FC Hanau 93 spielen sollte. Hannover erklärte sofort seinen Verzicht. An der Bundesversammlung vom 30. April 1894 teilte der FC Hanau schriftlich mit, er überlässt dem Vorstand die Bestimmung des Wettspiels gegen Viktoria, verbunden mit der Bitte, dies in Hanau stattfinden zu lassen. Der Bundesvorstand entschied darauf, das Spiel werde demzufolge nicht ausgetragen. Danach teilte Hanau mit, doch auf dieses Spiel zu bestehen. Dadurch veranlasst gab der Bundesvorstand seinen Beschluss wieder auf und setzte das Spiel auf den ersten Pfingstfeiertag in Berlin an. Später erklärte Hanau aus wirtschaftlichen Gründen seinen Verzicht.
1894 war die Zusammenarbeit mit der in Baden-Baden ansässigen Süddeutschen Fußball-Union (SDFU) verstärkt worden. Die Vorstandsmitglieder Bruno Grenzebach und Georg Leux traten auch in den Vorstand der SDFU ein. Zum Jahreswechsel 1894/1895 unternahm die Bundesmannschaft, bestehend aus 12 Spielern und mehreren Begleitern, erstmals eine Tour nach Süddeutschland und trug dort vier Spiele aus (gegen Hanau 14:0, Karlsruhe 5:1 und 6:0, Frankfurt 9:0). Die Spielkleidung wurde von der Sportartikelfirma Steidel gestiftet. Es fehlten allerdings die Spieler von Viktoria, da zu dieser Zeit bereits ein Privatspiel in Dresden vereinbart war. Der vorgesehene Anschluss der Süddeutschen kam aber letztendlich auf Grund von überzogenen Forderungen seitens der Berliner nicht zustande.
In der Meisterschaft 1894/95 spielten je sieben Vereine in der Ersten und Zweiten Klasse. Meister wurde zum dritten Mal in Folge der BTuFC Viktoria, diesmal vor dem BTuFC Allemannia. Über die diesjährige Cricket-Meisterschaft liegen keine Ergebnisse vor. Nachdem der DFuCB durch die Auflösung des BDF kurzzeitig der einzige Fußballverband in Berlin war, existierte mit dem Thor- und Fußballbund Berlin in dieser Saison wieder eine Konkurrenz. Dieser Verband bestand allerdings nur für ein Jahr. Doch bereits ab 1896 veranstaltete auch der Allgemeine Deutsche Sport Bund eine eigene Meisterschaft, die dann nach zwei Jahren wieder eingestellt wurde.
Die Saison 1895/96 endete mit dem vierten Meistertitel für den BTuFC Viktoria, gefolgt vom BFC Germania. Dieses Jahr spielten je acht Vereine in der Ersten und Zweiten Klasse, wobei der BFC Hertha (heute Hertha BSC) den Aufstieg in die Erste Klasse schaffte. Im Sommer gewann der BTuFC Viktoria auch die Meisterschaft im Cricket. Der Verband plante für die Olympischen Spiele 1896 in Athen die Entsendung einer deutschen Fußballmannschaft. Zum Kapitän der Mannschaft war Paul Laube vom BTuFC Viktoria bereits ernannt. Die Teilnahme kam aber wegen ausbleibender Vorschüsse letztendlich nicht zu Stande.
In der Saison 1896/97 spielten wiederum acht Vereine in der Ersten Klasse. Meister wurde zum fünften Mal der BTuFC Viktoria, der BFC Germania wurde zum vierten Mal in fünf Jahren Vizemeister. Aus der Zweiten Klasse sind nur zwei Vereine überliefert. Neu in diesem Jahr waren die Relegationsspiele nach Abschluss der Saison. Die letzten beiden Vereine der Ersten Klasse spielten zusammen mit den beiden bestplatzierten Vereinen der Zweiten Klasse einen Sieger aus. Vor seinem ersten Relegationsspiel am 23. Mai 1897 trat jedoch der BFC Stern aus dem Verband aus. Im Finale besiegte dann der BTuFC Toskana den BFC Hertha und stieg in die Erste Klasse auf. Da diese aber auf zehn Vereine erweitert wurde spielten am Ende beide Vereine erstklassig. Wie im Vorjahr wurde der BTuFC Viktoria erneut Cricket-Meister.

### Der Niedergang
Nachdem in Süddeutschland der erste Verband gescheitert war, versuchte eine Gruppe von Vereinen 1897 erneut den Anschluss an den DFuCB. Dieser wollte die süddeutschen Vereine in einem eigenen Gau die Meisterschaft samt Gaupokal ausspielen lassen. Die Berliner hielten aber die Verhandlungen zu lange hin und die Süddeutschen gründeten inzwischen ihren eigenen Bund, den Verband Süddeutscher Fußball-Vereine.
Ab der Saison 1897/98 konnte der DFuCB seine Meisterschaft aufgrund des Mangels an Mitgliedsvereinen nur noch in einer Spielklasse organisieren. Vor Beginn der Saison erklärte der BFC Germania seinen Austritt. Der Grund hierfür lag in der immer größer werdenden Unzufriedenheit mit der Verbandsführung, Spielern von Bundesvereinen war es verboten an einem im August ausgetragenen Athletik-Meeting des Vereins Sport-Excelsior teilzunehmen. Gleiches galt für ein im September von Spiel und Sport veranstaltetes Meeting. Im Sommer betrieben viele Spieler entweder Cricket oder Athletik.
Die Meisterschaft startete nur noch mit zehn Vereinen. Bis Ende des Jahres trat auch der BTuFC Allemannia aus dem Verband aus. Dieser veranstaltete eine eigene Punktrunde als „Meisterschaft des Nordens“, gemeint ist hier der Norden Berlins, kehrte aber später wieder zum DFuCB zurück. Der BFC Germania versuchte dagegen eine erstmals landesweite Meisterschaft zu etablieren.

„Bekanntmachung. Unterzeichneter Verein gründet hiermit die Fussballmeisterschaft von Deutschland (offen für alle Vereine) und behält sich das Recht vor, dieselbe einem Verbande resp. Komitee zur Ausschreibung zu übertragen. B.F.C. „Germania“, Böhm. Demmler. Groenberg. Rohr.“

Am 20. Januar 1898 trat dann der fünfmalige Sieger BTuFC Viktoria aus dem DFuCB aus. Dieser Austritt löste eine regelrechte Lawine aus und weitere Vereine folgten: BTuFC Toskana, BCuFC Eintracht 1891, BTuFC Union 1892, BTuFC Deutschland, BTuFC Normannia und BFC Tasmania 1890. Der Grund hierfür war der Einsatz eines gesperrten Spielers auf Seiten des BFC Vorwärts.

„An den Matches des Berliner Fussball Club Vorwärts nahm ein Spieler teil, welcher auf der sogenannten schwarzen Liste des Bundes steht [...] Die schwarze Liste ist ein Verzeichnis von Bundesmitgliedern, welche ihren Verpflichtungen gegen ihren Verein oder den Bund nicht nachgekommen und aus diesem Grunde von der Teilnahme an den Bundeswettspielen ausgeschlossen sind.“

Daneben wurde die Qualität der teilnehmenden Clubs immer schlechter, nur noch der BFC Vorwärts zählte zu den „besseren“ Vereinen in dieser Zeit, der auch als Meister des Jahres 1898 gilt. Als neue Konkurrenz entstand ab 1897 die Meisterschaft des Verbands Deutscher Ballspielvereine und ab 1901 die der Freien Berliner Fußballvereinigung. Die Saison 1898/99 wurde nur noch mit fünf Vereinen gespielt und der BFC Vorwärts wurde zum zweiten Mal Meister. 1899/1900 und 1900/01 spielten wieder neun Vereine um die Meisterschaft, die der BFC Vorwärts zum dritten und vierten Mal gewann. Im Oktober 1900 trat dann auch der BFC Hertha aus und zum Verband Deutscher Ballspielvereine über.
Auf der Gründungsversammlung des Deutschen Fußball-Bunds am 28. Januar 1900 in Leipzig trat der DFuCB, vertreten durch den Funktionär Müller, dem neuen Verband sofort bei. Wegen Nichtzahlung der Beiträge wurde auf dem DFB-Bundestag im Oktober 1901 die Mitgliedschaft aber bereits wieder gestrichen.
Im Jahr 1901/02 nahmen ursprünglich sieben Vereine am Punktspielbetrieb teil, Anfang Dezember 1901 wurden aber drei Clubs zeitweilig ausgeschlossen und deren bis dato ausgetragenen Meisterschaftsspiele für ungültig erklärt. Unter ihnen befand sich auch der viermalige Sieger BFC Vorwärts, der daraufhin der Freien Berliner Fußballvereinigung beitrat. Dadurch verlor der DFuCB auch seinen letzten großen Club. Nach elf Spielzeiten war das Ende des Deutschen Fußball- und Cricket Bunds gekommen. Nach Abwicklung der beiden Finalspiele um die Meisterschaft, bei der sich der Berliner FC 1893 durchsetzen konnte, kam es nach dem 25. Mai 1902 zur Auflösung des Verbands.

## Wettbewerbe

### Fußball
Für den Gewinn der Meisterschaft bekam der siegreiche Verein einen silbernen Pokal, der oben mit einem Fußballspieler verziert war. Im ersten Jahr war noch wegen zu geringer finanzieller Möglichkeiten auf die Anschaffung verzichtet worden.
|  | Verein                 | Titel | Jahr                         |
|  | ---------------------- | ----- | ---------------------------- |
|  | BTuFC Viktoria 1889    | 5     | 1893, 1894, 1895, 1896, 1897 |
|  | BFC Vorwärts 1890      | 4     | 1898, 1899, 1900, 1901       |
|  | English FC 1890 Berlin | 1     | 1892                         |
|  | Berliner FC 1893       | 1     | 1902                         |

### Cricket
An der Meisterschaft im Cricket nahmen nur wenige Vereine teil, unabhängig davon welcher Spielklasse sie im Fußball angehörten. Gespielt wurde während der Sommerpause zwischen der Fußballsaison. Ob in den Jahren ab 1898 noch weitere Meisterschaften ausgetragen wurden, ist ungewiss.
|  | Verein              | Titel | Jahr             |
|  | ------------------- | ----- | ---------------- |
|  | Berliner CC 1883    | 3     | 1892, 1893, 1894 |
|  | BTuFC Viktoria 1889 | 2     | 1896, 1897       |

### Leichtathletik
Am 23. August 1891 fand die II. Internationale Athletische Sports für Amateure unter dem Protektorat des Deutschen Fußball- und Cricket Bundes statt. Es wurden in 14 Disziplinen folgende Sieger ermittelt:
- Wettlaufen für Juniors/100 Yards – G. Joel (Berlin)
- Wettlaufen für Juniors/220 Yards – W. Frietze (BFC Germania 1888)
- Wettlaufen für Seniors/100 Yards – A. Hyman (Berliner CC 1883)
- Wettlaufen für Seniors/220 Yards – A. Hyman (Berliner CC 1883)
- Wettlaufen/¼ englische Meile – E. Maurer (BFC Germania 1888)
- Wettlaufen/½ englische Meile – J. Swait (AC Paers, London)
- Wettlaufen/1 englische Meile – J. Swait (AC Paers, London)
- Hochsprung ohne Anlauf – A. Hyman (Berliner CC 1883)
- Hochsprung mit Anlauf – K. Maly (AC Praha, Prag)
- Weitsprung ohne Anlauf – A. Hyman (Berliner CC 1883)
- Weitsprung mit Anlauf – H. Below (Berliner Turnerschaft)
- Dreibeiniges Laufen/100 Yards – O. Nathan & M. Joel (Berliner CC 1883)
- Laufen mit Eiersammeln/1100 Yards – E. Maurer (BFC Germania 1888)
- Hürdenlauf/120 Yards – H. Weingärtner (Berliner Turnerschaft)

Im Sommer 1896 wurde ein eigenes Meeting für athletischen Sport veranstaltet. Der vom Verein Sport Berlin gestiftete Wanderpreis über die ½ englische Meile war nur für Mitglieder des DFuCB offen. Bekannte Sieger waren 1892 der Berliner CC und 1893 der Verein Sport Berlin.

## Bundesmannschaft
Der Bundesvorstand wählte die einzelnen Spieler aus und benannte den Kapitän. Folgende Spiele sind überliefert:
- 18. April 1892 DFuCB – Dresden EFC 0:3
DFuCB: Hoffmann II (BFC Frankfurt) – Rüffer (BTuFC Viktoria), Otto Baudach (BTuFC Viktoria), Schneider (BFC Frankfurt) – M. Sauer (BFC Frankfurt), Manning (English FC) – Dallmer (BFC Frankfurt), Bobe (BFC Vorwärts), Herrmann Obst  (BTuFC Viktoria), Franz Baudach (BTuFC Viktoria), W. Lehmann (Borussia).
- 4. Juni 1892 DFuCB – SpVgg im ATV Leipzig 3:0
- Dezember 1894 Hanau – DFuCB 0:14
- Dezember 1894 Karlsruhe – DFuCB 1:5
- 1. Januar 1895 Karlsruhe – DFuCB 0:6
- 1. Januar 1895 Frankfurt – DFuCB 0:9

## Organisation und Struktur

### Die Vorsitzenden
Erster Bundesvorsitzender wurde der aus Birmingham stammende John Bloch. Er war Vorsitzender des English Football Club Berlin, Zweiter Vorsitzender des Berliner Cricket Club und im Vorstand des Deutschen Athletischen Amateur-Verbands (DAAV). Nachdem er dann 1892 die Deutsche Ballspiel-Zeitung (später Spiel und Sport) übernommen hatte, zog er sich vorübergehend zurück.
- John Bloch (English FC) 1891 – März 1894
- Knick (BFC Frankfurt) 1892
- C. Dietzel (BTuFC Deutschland) März 1894 – Mai 1894
- A. Paritschke (BFC Germania) Mai 1894 – November 1894
- R. Kayser (Berliner CC) November 1894 – ?
...
- C. Dietzel (BTuFC Deutschland) 1897
- R. Meissner (BFC Vorwärts) 1898

### Mitglieder
- 1892 – 14 Vereine mit 360 Mitgliedern
- 1893 – 17 Vereine mit 563 Mitgliedern
- 1897 – 16 Vereine mit rund 700 Mitgliedern

### Schiedsrichter
Jeder Bundesverein war verpflichtet mindestens einen Schiedsrichter zu benennen. Dabei handelte es sich in der Regel um einen Spieler des jeweiligen Vereins. Für jedes Spiel wurde dann vom Bundesvorstand ein Schiedsrichter ernannt.

## Deutsche Fußball- und Cricket-Nachrichten
Ab 1897 wurden die Deutschen Fußball- und Cricket-Nachrichten herausgegeben und lösten Spiel und Sport als amtliches Organ ab. Hier gab es einen Artikel, welcher gegen die Athletik gerichtet war, weil diese nach Ansicht des Verbands den Fußball- und Cricket-Sport verdrängen würde. Dies verstärkte die Unzufriedenheit mit der Verbandsführung weiter. In den späteren Ausgaben wurde über Fußball, Cricket, Athletik und Radfahren berichtet.